# Anita Antoinette
Anita Antoinette Fearon, sinh ngày 4 tháng 8 năm 1989, là một ca sĩ-nhạc sĩ reggae người Mỹ gốc Jamaica Antoinette được biết đến nhiều nhất nhờ sự xuất hiện của cô trong cuộc thi ca hát truyền hình thực tế của NBC The Voice Season 3, trong đó cô đã bị loại ở vòng Blinds Audition và sự xuất hiện trở lại của cô trong Phần 7 khi cô thuộc đội Gwen Stefani và đứng thứ mười trong cuộc thi.

## Thơ ấu
Anita Antoinette Fearon sinh ra ở Kingston, Jamaica và là con gái của biểu tượng reggae Clinton Fearon. Cha cô là người đồng sáng lập, người chơi bass và ca sĩ trong ban nhạc reggae chính thống "The Gladiators". Cô trải qua những năm tháng tuổi thơ trong cộng đồng Duhaney Park và theo học tại Trường tiểu học George Headley ở Jamaica. Antoinette di cư đến Hoa Kỳ vào năm 1996, nơi cô định cư đầu tiên ở Nam Boston và sau đó là New England, Connecticut cùng với mẹ, anh trai và chị gái.
Là một ca sĩ và nghệ sĩ guitar tự học, Anita bắt đầu viết nhạc của riêng mình khi còn là thiếu niên, được truyền cảm hứng từ cả cha và các huyền thoại khác như Bob Marley. Cô tốt nghiệp Học viện Nghệ thuật Greater Hartford danh tiếng năm 2008, và được nhận vào Berklee College of Music ở Boston, Massachusetts, nơi cô có bằng Cử nhân Âm nhạc Chuyên nghiệp với sự tập trung vào Kinh doanh Âm nhạc và Viết nhạc.

## Sự nghiệp

### Những ngày đầu
Trong thời gian học trung học, Anita đã biểu diễn trên các sân khấu khắp New England, Đông Bắc và Tây Bắc Thái Bình Dương. Năm 2008, cô xuất hiện tại Thư viện Quốc hội ở Washington DC biểu diễn thể loại chất nhạc The Real Ambassadors trước nhà soạn nhạc của chương trình, Dave Brubeck.
Anita sau đó xuất hiện trên phần 3 của The Voice. Cô trình diễn ca khúc No Woman No Cry của Bob Marley và không được giám khảo xoay ghế chọn. Cô ấy đã yêu cầu một cơ hội để hát chay lại bài hát, và "hát qua nước mắt của cô ấy." Như tuyên bố của Rolling Stone, "Christina rùng mình, và những người khác rõ ràng đã nói rằng họ chỉ nói về việc cô ấy không thể truyền tải bài hát."

## Nghệ sĩ

### Ảnh hưởng
Phong cách đa dạng của cô chịu ảnh hưởng của các nghệ sĩ như Bob Marley, India Arie, Stevie Wonder, Maxwell, Erykah Badu, Lauryn Hill, Earth Wind & Fire, Donny Hathaway, Ella Fitzgerald, Jonny Lang và cha cô, Clinton Fearon.